# La Vintrosa
La Vintrosa és una obra del municipi de Cercs (Berguedà) inclosa en l'Inventari del Patrimoni Arquitectònic de Catalunya.

## Descripció
Es tracta d'un edifici de planta quadrada format per planta baixa i dos pisos superiors. Façana principal encarada a migdia, on s'hi situen la majoria d'obertures. Reformes importants que s'aprecien en els murs exteriors, fins a una ampliació lateral d'època molt moderna. Dos balcons asimètrics en el primer pis amb baranes de ferro forjat. Al segon pis, sota teulada, galeria oberta amb barana de fusta tradicional. Teulada a dues aigües amb carener perpendicular a la façana principal. Aparell petit amb maçoneria i reforços de pedra ben escairada però no excessivament gran a les cantonades. Diferents obertures més petites repartides de forma irregular a la part baixa. Existeix, també, una porta d'accés per la banda de llevant que, igual que la principal, conserva llindes i marcs de fusta originals.
Té un cobert proper format per dos nivells en alçada. Obertures a la part de migdia de grans dimensions. Part superior refeta l'any 1904. Mur central de suport en pedra treballada i totxo vist. Teulada a dues vessants. Conserva terra i tancament frontal en fusta original. Accés a la part superior mitjançant obertura lateral (banda de ponent) que salva el lleuger desnivell del terreny.

## Història
Documentada freqüentment en documentació de l'època moderna (s. XVIII-XIX), va tenir una notable importància agrícola i ramadera. Va deixar-se d'habitar regularment a començaments dels anys 70 del present segle.